# Баголей, Игорь Михайлович
Игорь Михайлович Баголей — российский актёр театра и кино, заслуженный артист России (2002). Директор Саратовского театра юного зрителя с 2019 года.

## Биография
Игорь Баголей родился 6 мая 1965 года в украинском городе Луганске, учился в Воркуте.
В 1983 году поступил в Саратовское театральное училище. В 1984 году со второго курса училища ушёл в армию. Служил в химвзводе водителем. Службу проходил в Германии, в городе Карл-Маркс-Штадт. Во время службы пел в хоре, с гастролями объездил всю Германскую Демократическую Республику. После демобилизации вернулся в театральное училище на курс Валентины Ермаковой. Окончил училище в 1990 году, стал актёром саратовского Театра драмы.
Вместе с женой Любовью Баголей ведёт курс на театральном факультете Саратовской консерватории (в 2008 году выпустился их первый набор). В 2007 году дебютировал как режиссёр, поставил на сцене саратовского Театра драмы спектакль «Выглядки, или колыбельная для взрослых», затем спектакли «Проделки Скапена» по Мольеру и «Касатка» Алексея Толстого.
Свой 45-й день рождения актёр отметил прямо на сцене — исполнил роль в премьерном спектакле «Женитьба».
В конце 2010 года Игорь Михайлович получил приглашение поставить в пензенском Театре драмы «Плутни Скапена» Мольера. Премьера спектакля состоялась 31 марта 2011 года.
30 января 2019 года был представлен труппе Саратовского театра юного зрителя как новый директор театра.
В 2024 году был доверенным лицом кандидата в президенты России Владимира Путина.

## Признание и награды
- Заслуженный артист России (2002)
- За роль Подколесина в спектакле «Женитьба» получил «Золотого Арлекина» в номинации «Работа актёра в драматическом театре (мужская роль)» (2011)[7].
- За роль Летте в спектакле «Урод» получил «Золотого Арлекина» в номинации «Работа актёра в драматическом театре (мужская роль)»

## Творчество

### Роли в театре

#### Саратовский театр драмы
- «Опасные связи» Вальмона — Лакло
- «Аркадия» Тома Стоппарда. Режиссёр А. И. Дзекун — Бернанд Найтингейл
- «Тайбеле и её демон» Исаака Зингера. Режиссёр: А. И. Дзекун — Алханон
- «Брат Чичиков» Нины Садур. Режиссёр: А. И. Дзекун — Ноздрёв
- «Новый американец» — Довлатов
- «Вишнёвый сад» А. П. Чехова — Лопахин
- «Падение Рима» И. Друцэ — Марк Регул
- «На дне» М. Горького — Клещ, Барон
- «Король, дама, валет» Набокова — Драйзер
- «Господин de Мопассан» — Мопассан
- «Роберто Зукко» — Братишка
- «Сплендидс» — Ритон
- «Неугомонный дух» Коуарда — Чарлз Кэндемин
- «Женитьба Фигаро» — граф Альмавива
- «Долгая счастливая жизнь» Шпаликова — Отец
- «Белая гвардия» Булгакова — Студзинский
- «Виктор или дети во власти» Роже Витрак (режиссёр А. И. Дзекун) — Шарль Поммель
- «Крематор» Ладислава Фукса (режиссёр А. И. Дзекун) — Вилли Рейнкс
- 2003 — «Завтрак у предводителя» И. Тургенева. Режиссёр: Игорь Коняев — Беспандин
- «Копилка» Лабиша — Шамбурси
- 2005 — «Ловит волк, ловят и волка» («Волки и овцы») Островского (режиссёр Елена Чёрная) — Мурзавецкий
- 2006 — «Дядя Ваня» Чехова (режиссёр Елена Чёрная) — Астров
- 2006 — «Трамвай „Желание“» Теннеси Уильямса. Режиссёр: М. Глуховская — Стенли Ковальски
- 2007 — «Безымянная звезда» Михаила Себастиана (режиссёр Александр Плетнёв) — Григ
- 2008 — «Лучшие дни нашей жизни» У. Сарояна. Режиссёр: Александр Плетнёв — Блик
- 2009 — «Условные единицы» Виктории Никифоровой. Режиссёр: Ансар Халилуллин — он
- 2009 — «Пять вечеров» А. Володина. Режиссёр: Ольга Харитонова — Тимофеев
- 2010 — «Женитьба» по Н. В. Гоголю. Режиссёр: Антон Коваленко — Подколесин
- 2010 — «Чайка» А. П. Чехова. Режиссёр: Сергей Стеблюк — Борис Алексеевич Тригорин
- 2011 — «Урод» Мариуса фон Майенбурга. Режиссёр: Явор Гырдев — Летте
- 2013 — «Класс Бенто Бончева» Максима Курочкина. Режиссёр: Михаил Угаров — Тирс
- 2015 — «Мафия и нежные чувства» Люк Шомар. Режиссёр: Николай Покотыло — Карлос

### Режиссёр театра
- 2007 — «Выглядки или колыбельная для взрослых» (инсценировка по пьесам А. П. Чехова и Вадима Леванова
- 2007 — «Проделки Скапена» Мольера
- 2008 — «Касатка» А. Н. Толстого
- 2011 — «Плутни Скапена» Мольера (Пензенский областной драматический театр имени А. В. Луначарского)[2]
- 2011 — «Лейтенант с острова Инишмор» Мартина МакДонаха
- 2011 — «Все мыши любят сыр» Дюлы Урбан (Пензенский областной драматический театр имени А. В. Луначарского)

### Фильмография
- 2006 — Парижане — Алексанр Фролович Кудашов, бизнесмен криминального толка по прозвищу «Саша Невский»
- 2007 — Эра Стрельца — Андрей Елистратов
- 2008 — Передел. Кровь с молоком — Сергей Леонидович Дробыш
- 2009 — Адвокат (серия «Огонь любви»)
- 2011 — Мент в законе 5
- 2012 — У неба, на краю…
- 2014 — Я хочу, чтобы меня любили..
- 2014 — Перевозчик — Визирь